# Jesús Careaga
{{Ficha de deportista
|nombre = Jesús Careaga
|nombrecompleto      = Jesús Enrique Careaga Guzmán
|apodo = Escorpión
|lugar nacimiento = [[Oruro (Bolivia)|Oruro], Bolivia
|fecha nacimiento    = 20 de mayo de 1997 (27 años)
|nacionalidad        = Boliviana
|altura              = 1,85 metros

|deporte             = Fútbol
|inicio              = 2018
|equipo_debut        = San José
|posición            = Arquero
|dorsal              = 
|selección           = 
|veces internacional = 
|debut internacional = 
|número_selección    =
|club                = The Strongest
|liga                = Primera División de Bolivia

|equipos             = 
|torneos             = 
|títulos             = 
}}
Jesús Enrique Careaga Guzmán (Departamento de Santa Cruz, 20 de mayo de 1997) es un futbolista boliviano que juega como guardameta en Primero de Mayo de la Asociación Beniana de Fútbol.

## Trayectoria

### Oruro Royal
Comenzó su carrera futbolística en las inferiores del Oruro Royal en la gestión 2011 y se coronó campeón del torneo de la AFO la gestión 2013, allí jugó la Copa Simón Bolívar y la Copa Bolivia.

### San José
Debutó como profesional el 26 de julio de 2018 jugando para el club San José en una victoria 3-2 sobre Bolívar en Oruro. Se consagró campeón con club San José del Clausura 2018. En dicho torneo disputó 6 partidos.

### The Strongest
El 9 de febrero de 2021 fue presentado como nuevo jugador del The Strongest.
A finales de 2024 y luego de cuatro años dejaría la institución ante las falta de oportunidades, sumando en ese período 1 solo encuentro con el primer equipo.
En 2025 se uniría a Primero de Mayo de la Asociación Beniana de Fútbol.

## Clubes
| Club          | País    | Año       |
| ------------- | ------- | --------- |
| Oruro Royal   | Bolivia | 2013-2014 |
| San José      | Bolivia | 2015-2020 |
| The Strongest | Bolivia | 2021-2024 |

## Palmarés

### Títulos regionales
| Título          | Club        | País    | Año  |
| --------------- | ----------- | ------- | ---- |
| AFO - Primera A | Oruro Royal | Bolivia | 2013 |

### Títulos nacionales
| Título           | Club          | Año           |
| ---------------- | ------------- | ------------- |
| Primera División | San José      | Clausura 2018 |
| Primera División | The Strongest | 2023          |